# Saison 2 de Suits
Chronologie
Saison 1 Saison 3
Cet article présente les seize épisodes de la deuxième saison de la série télévisée américaine Suits.

## Synopsis de la saison
Daniel Hardman, le cofondateur du cabinet Pearson Hardman, fait son retour, bien décidé à reprendre sa place manipulant Louis pour arriver à ses fins et se débarrasser de Jessica et Harvey, qui l'avaient évincé cinq ans plus tôt. Pour les deux avocats, la moindre erreur pourrait désormais se retourner contre eux...

## Distribution

### Acteurs principaux
- Gabriel Macht (VF : Lionel Tua) : Harvey Specter, associé senior chez Pearson Hardman
- Patrick J. Adams (VF : Antoine Schoumsky) : Mike Ross, collaborateur chez Pearson Hardman
- Rick Hoffman (VF : Vincent Violette) : Louis Litt, associé senior chez Pearson Hardman
- Meghan Markle (VF : Fily Keita) : Rachel Zane, assistante juridique chez Pearson Hardman
- Sarah Rafferty (VF : Marie Diot) : Donna Paulsen, secrétaire juridique chez Pearson Hardman
- Gina Torres (VF : Annie Milon) : Jessica Pearson, associée senior chez Pearson Hardman

### Acteurs récurrents
- Tom Lipinski (VF : Mathias Kozlowski) : Trevor Evans
- Vanessa Ray (VF : Marie-Eugénie Maréchal) : Jenny Griffith
- Rebecca Schull (VF : Régine Blaess) : Edith Ross, grand-mère de Mike
- Ben Hollingsworth : Kyle Durant
- Max Topplin (VF : Olivier Podesta) : Harold Jakowski
- Eric Close (VF :  Guillaume Lebon) : Travis Tanner
- David Costabile (VF : Michel Dodane) : Daniel Hardman

## Épisodes

### Épisode 1:Sous pression
- États-Unis : 14 juin 2012 sur USA Network
- France : 6 mai 2013 sur Série Club
- Québec : 18 mars 2014 sur AddikTV
- Suisse : sur RTS Un

- États-Unis : 3,47 millions de téléspectateurs[1]

- David Costabile (Daniel Hardman)
- Tom Lipinski (Trevor)
- Vanessa Ray (Jenny Griffith)
- Natalie Krill (Sarah Hardman)
- Max Topplin (Harold)
- Joanna Douglas (Myra Harrison)
- Tammy Isbell (Lesley Beckman)

### Épisode 2:Le Choix
- États-Unis : 21 juin 2012 sur USA Network
- France : 6 mai 2013 sur Série Club
- Québec : 25 mars 2014 sur AddikTV

- États-Unis : 3,8 millions de téléspectateurs[2]

- Michael Cristofer (Paul)
- Ian Kahn (Tom Klapperich)
- Nadia Dajani (Elaine Cohen)
- Gordon Miller (Arnie Berenson)
- Michal Grzejszczak (Messager)
- Karen Malina White (Doris Miller)

### Épisode 3:Le Nouveauboss
- États-Unis : 28 juin 2012 sur USA Network
- France : 6 mai 2013 sur Série Club
- Québec : 1er avril 2014 sur AddikTV

- États-Unis : 3,88 millions de téléspectateurs[3]

- Margo Martindale (Nell Sawyer)
- Rachael Harris (Sheila Sazs)
- David Costabile (Daniel Hardman)
- Rebecca Schull (Edith Ross)
- Max Topplin (Harold Jakowski)
- Dan Warry-Smith (Vince Landis)
- Damir Andrei (Juge Steiner)
- JaNae Armogan (Olivia)
- Steve Lund (II) (Beau garçon)

### Épisode 4:Dissimulations
- États-Unis : 12 juillet 2012 sur USA Network
- France : 13 mai 2013 sur Série Club
- Québec : 8 avril 2014 sur AddikTV

- États-Unis : 3,7 millions de téléspectateurs[4]

- David Costabile (Daniel Hardman)
- Eric Close (Travis Tanner)
- John Finn (Lawrence Kemp)
- Erika Alexander (Sarah Leighton)
- Max Topplin (Harold Jakowski)
- Michael Rubenfeld (Avocat de Durham Foods)
- Murray Furrow (Kevin Kessler)

### Épisode 5:Point de rupture
- États-Unis : 19 juillet 2012 sur USA Network
- France : 13 mai 2013 sur Série Club
- Québec : 22 avril 2014 sur AddikTV

- États-Unis : 3,72 millions de téléspectateurs[5]

- David Costabile (Daniel Hardman)
- Diane Neal (Allison Holt)
- Julian Alcaraz (Marco Mendoza)
- Patrick Garrow (Jeffrey)
- Conrad Dunn (Oscar Mendoza)
- Abena Malika (Jennifer Randall)
- Joel Rinzler (Mitch Santoro)
- Sandi Ross (Cherine Randall)
- Max Topplin (Harold Jakowski)

### Épisode 6:Tapis!
- États-Unis : 26 juillet 2012 sur USA Network
- France : 13 mai 2013 sur Série Club
- Québec : 29 avril 2014 sur AddikTV

- États-Unis : 3,89 millions de téléspectateurs[6]

- Scott Grimes (Thomas Walsh)
- Michael Des Barres (Sergei Baskov)
- Matthew Glave (Avocat de Thomas Walsh)
- Erinn Hayes (Employée du casino)
- Peter Outerbridge (Keith Hoyt)
- Rachael Crawford (Ella Fullman)
- Rod Campbell (Simon Harrington)
- Erica Cox (Carmen Varges)
- Jordan Hudyma (Cameron)
- Max Topplin (Harold Jakowski)

### Épisode 7:Coup dur
- États-Unis : 2 août 2012 sur USA Network
- France : 20 mai 2013 sur Série Club
- Québec : 6 mai 2014 sur AddikTV

- États-Unis : 3,41 millions de téléspectateurs[7]

- David Costabile (Daniel Hardman)
- Jacinda Barrett (Zoe Lawford)
- Eric Close (Travis Tanner)
- Jordan Hudyma (Cameron)
- Nicole Marie Johnson (Darlene Day)

### Épisode 8:Mise au point
- États-Unis : 9 août 2012 sur USA Network
- France : 20 mai 2013 sur Série Club
- Québec : 13 mai 2014 sur AddikTV

- États-Unis : 3,42 millions de téléspectateurs[8]

- David Costabile (Daniel Hardman)
- Gina Holden (Monica Eton)
- Rebecca Schull (Edith Ross)
- Tom Lipinski (Trevor)
- Jacinda Barrett (Zoe Lawford)
- Laura Miyata (Nikki Sordel)
- Russell Bennett (Bob)

### Épisode 9:Les Tricheurs
- États-Unis : 16 août 2012 sur USA Network
- France : 20 mai 2013 sur Série Club
- Québec : 20 mai 2014 sur AddikTV

- États-Unis : 4 millions de téléspectateurs[9]

- David Costabile (Daniel Hardman)
- Jeff Bryan Davis (Tony Solinsky)
- Rebecca Schull (Edith Ross)
- LaMonica Garrett (Roberto Solis)
- Connor Trinneer (Preston Reed)
- Max Topplin (Harold Jakowski)
- Jordan Hudyma (Cameron)
- Eve Crawford (Juge Emily Noveck)
- Jason Gosbee (Ruben Hernandez)

### Épisode 10:Partir, revenir
- États-Unis : 23 août 2012 sur USA Network
- France : 27 mai 2013 sur Série Club
- Québec : 27 mai 2014 sur AddikTV

- États-Unis : 4,48 millions de téléspectateurs[10]

- David Costabile (Daniel Hardman)
- Elisabeth Hower (Tess)
- Eric Close (Travis Tanner)
- John Finn (Lawrence Kemp)

### Épisode 11:Angles morts
- États-Unis : 17 janvier 2013 sur USA Network[11]
- France : 27 mai 2013 sur Série Club
- Québec : 3 juin 2014 sur AddikTV

- États-Unis : 3,57 millions de téléspectateurs[12]

- Rachael Harris (Sheila Sazs)
- Amanda Schull (Katrina Bennett)
- Jacinda Barrett (Zoe Lawford)
- Elisabeth Hower (Tess)
- Harvey Atkin (Juge N. Palermo)
- Reiley McClendon (Liam Colson)
- Jennifer Dale (Gillian)
- Aarti Mann (Maria Monroe)
- James Downing (Nick Rinaldi)
- Pauline Wong (Grace Chung)

### Épisode 12:La Loi de la jungle
- États-Unis : 24 janvier 2013 sur USA Network
- France : 27 mai 2013 sur Série Club
- Québec : 10 juin 2014 sur AddikTV

- États-Unis : 3,75 millions de téléspectateurs[13]

- Diane Neal (Allison Holt)
- Pooch Hall (Jimmy)
- Max Topplin (Harold Jakowski)
- Brett Donahue (Mari de Tess)
- Jon Foster (Trent Devon)

### Épisode 13:Zane contre Zane
- États-Unis : 31 janvier 2013 sur USA Network
- France : 3 juin 2013 sur Série Club
- Québec : 17 juin 2014 sur AddikTV

- États-Unis : 3,36 millions de téléspectateurs[14]

- Amanda Schull (Katrina Bennett)
- Wendell Pierce (Robert Zane)
- Lorry Ayers (Sloan Moseley)
- Robert Verlaque (Juge Gus Benjamin)
- Billy Parrott (Vincent Gibbs)
- Paul Braunstein (Agent de sécurité)

### Épisode 14:Sous le feu de l'ennemi
- États-Unis : 7 février 2013 sur USA Network
- France : 3 juin 2013 sur Série Club
- Québec : 24 juin 2014 sur AddikTV

- États-Unis : 3,07 millions de téléspectateurs[15]

- David Costabile (Daniel Hardman)
- Gina Holden (Monica Eton)
- Lorry Ayers (Sloan Moseley)
- Wendell Pierce (Robert Zane)
- Robert Verlaque (Juge Gus Benjamin)
- Billy Parrott (Vincent Gibbs)
- Paul Braunstein (Agent de sécurité)
- Ted Atherton (Juge Henderson)

### Épisode 15:Point stratégique
- États-Unis : 14 février 2013 sur USA Network
- France : 8 juin 2013 sur Série Club
- Québec : 1er juillet 2014 sur AddikTV

- États-Unis : 2,9 millions de téléspectateurs[16]

- Conleth Hill (Edward Darby)
- Abigail Spencer (Dana Scott)
- David Costabile (Daniel Hardman)
- Amanda Schull (Katrina Bennett)
- Rachael Harris (Sheila Sazs)
- Imali Perera (Cathleen Mitchell)
- Jonathan Whittaker (Hanley Folsom)

### Épisode 16:Sauver le soldat Mike
- États-Unis : 21 février 2013 sur USA Network
- France : 8 juin 2013 sur Série Club
- Québec : 8 juillet 2014 sur AddikTV

- États-Unis : 3,2 millions de téléspectateurs[17]

- Michelle Fairley (Ava Hessington)
- Abigail Spencer (Dana Scott)
- Conleth Hill (Edward Darby)
- Adam Godley (Nigel Nesbitt)

## Audiences aux États-Unis
| Épisode | Titre original     | Titre en Français       | Chaîne      | Date de diffusion originale | Audiences |
| ------- | ------------------ | ----------------------- | ----------- | --------------------------- | --------- |
| 1       | She Knows          | Sous pression           | USA Network | 14 juin 2012                | 3,47      |
| 2       | The Choice         | Le choix                | USA Network | 21 juin 2012                | 3,80      |
| 3       | Meet the New Boss  | Le nouveau boss         | USA Network | 28 juin 2012                | 3,88      |
| 4       | Discovery          | Dissimulations          | USA Network | 12 juillet 2012             | 3,70      |
| 5       | Break Point        | Point de rupture        | USA Network | 19 juillet 2012             | 3,72      |
| 6       | All In             | Tapis !                 | USA Network | 26 juillet 2012             | 3,89      |
| 7       | Sucker Punch       | Coup dur                | USA Network | 2 août 2012                 | 3,41      |
| 8       | Rewind             | Mise au point           | USA Network | 9 août 2012                 | 3,42      |
| 9       | Asterisk           | Les tricheurs           | USA Network | 16 août 2012                | 4,00      |
| 10      | High Noon          | Partir, revenir         | USA Network | 23 août 2012                | 4,48      |
| 11      | Blind-Sided        | Angles morts            | USA Network | 17 janvier 2013             | 3,6       |
| 12      | Blood in the Water | La loi de la jungle     | USA Network | 24 janvier 2013             | 3,8       |
| 13      | The Strong Survive | Zane contre Zane        | USA Network | 31 janvier 2013             | 3,4       |
| 14      | He's Back          | Sous le feu de l'ennemi | USA Network | 7 février 2013              | 3,1       |
| 15      | Normandy           | Point stratégique       | USA Network | 14 février 2013             | 2,9       |
| 16      | War                | Sauver le soldat Mike   | USA Network | 21 février 2013             | 3,2       |